# Kígyónyelv (szereplő)
Kígyónyelv (angolul Wormtongue), más néven Gríma J. R. R. Tolkien A Gyűrűk Ura című regényének egyik szereplője. A regény második és harmadik kötetében, A két toronyban és A király visszatérben jelenik meg.
Théoden király legfőbb tanácsadója, de Szarumán, a Fehér Mágus hatására pozícióját arra használja, hogy manipulációval, hízelgéssel és hazugságokkal becsapja a királyt, meggyengítse hatalmát, és növelje a mágus befolyását. Terve részben sikerrel járt, mivel segítségével Szarumán megszállta az uralkodót és sokáig „fogva tartotta”. Végül Gandalf kiűzte Théoden elméjéből a mágust, Kígyónyelvet pedig elűzték Rohan földjéről. Miután vissza kellett vonulnia, minden használható információt, amit megtudott kémkedése közben, elárult a mesterének.
A Gríma név izlandi nyelven „álarcot” jelent.

## Gríma A Gyűrűk Urában
Gríma, Gálmód fia először hűséges szolgálója volt Théoden királynak, de később titokban Szarumánnal szövetkezett, és azon munkálkodott, hogy hazugsággal és ármánnyal legyengítse a királyt és lerombolja királyságát.	 
Tolkien így írta le művében „aszott kis férfialak; szemhéja duzzadt, arca sápadt és okos”, illetve említette, hogy villás „hosszú, sápadt nyelve” volt.

Nem sokan szerették Edorasban: Théodenen kívül mindenki a „Kigyónyelvűnek” hívta, mert szavainak hatása olyan volt, mint egy sárkányé. Hatása különösen az Első Korban élt Glaurung szavaihoz hasonló. Gandalf többször is kígyóhoz hasonlítja.
A bölcs csak azt mondja, amit tud, Gálmód fia Gríma. Te esztelen kígyóvá lettél. Hallgass hát, s tartsd benn a szádban villás nyelvedet. Nem azért keltem át tűzön és halálon, hogy hamis szavakat váltsak egy szolgával, míg csak le nem sújtja a villám.
Lásd, Théoden, kígyó ez! Igazság szerint le kéne vágni. De nem volt mindig olyan, mint most. Valamikor ember volt, s szolgált a maga módján.
A regényben találhatunk utalást arra vonatkozóan, hogy Szarumán neki ígerte Éowyn, a király unokahúga kezét szolgálataiért cserébe. Éomer azzal vádolta, hogy „lesi minden lépését” és „követi lépteit”, de nem ölte meg ezért akkor és ott; már korábban is megtette volna, ha a törvény nem tiltotta volna. 
Ahogy Tolkien A Gyűrű keresésében írta, Gríma talán még gyenge mérget is adott Théodennek, amitől az uralkodó elgyengült és gyorsabban idősödött.	 
Cselszövését Fehér Gandalf állította meg, amikor társaival Edorasba vágtatott. Egy fényvillantással ártalmatlanná tette Kígyónyelvet, és meggyőzte Théodent arról, hogy nem olyan gyenge, mint ahogy azt tanácsadója sugallta neki. Théoden visszaállításával sok eltűnt tárgy került elő Gríma bőröndjéből, többek között a király kardja, Herugrim. Théoden úgy döntött, hogy csatába vonul a Vas-folyóhoz, Gríma pedig ultimátumot kapott: vagy bebizonyítja hűségét a király mellett a csatában, vagy száműzetik. Ő az utóbbi mellett döntött, és Szarumánhoz lovagolt Orthancba.
Szarumán később megbánta, hogy befogadta Grímát, amikor az tévedésből kihajított a toronyból egy „kemény sziklát” (ami valójában Orthanc Palantírja volt) Gandalfra és az őt követő rohírokra, vagy talán Szarumánra. A palantír eltalálta a korlátot, amire Szarumán támaszkodott, majd lepattant róla és majdnem eltalálta Gandalfot. Ha sikerült volna ez utóbbi, Szarumán valószínűleg nagyon csúnyán megbüntette volna Grímát.
Gríma a Megyébe is Szarumánnal tartott, ahol bosszút akartak állni a Hobbitokon. Ezalatt az idő alatt nagyon elkorcsosult Gríma, míg végül már térden csúszott Szarumán után, aki már csak „Kígyónak” hívta. Megölte Kígyónyelvű Frodó rokonát, Tarisznyádi-Zsákos Lothót. Amikor Szarumán megalázta, Gríma elvesztette önuralmát, és egy rejtett késsel elvágta a mágus torkát. A gyilkosság után hobbit-nyilak végeztek vele.

## Fordítás
- Ez a szócikk részben vagy egészben  a   Gríma Wormtongue című angol Wikipédia-szócikk fordításán alapul.  Az eredeti cikk szerkesztőit annak laptörténete sorolja fel. Ez a jelzés csupán a megfogalmazás eredetét és a szerzői jogokat jelzi, nem szolgál a cikkben szereplő információk forrásmegjelöléseként.